# Liste der Bodendenkmäler in Hitzhofen
Auf dieser Seite sind die Bodendenkmäler in der oberbayerischen Gemeinde Hitzhofen zusammengestellt. Diese Tabelle ist eine Teilliste der Liste der Bodendenkmäler in Bayern. Grundlage ist die Bayerische Denkmalliste, die auf Basis des Bayerischen Denkmalschutzgesetzes vom 1. Oktober 1973 erstmals erstellt wurde und seither durch das Bayerische Landesamt für Denkmalpflege geführt wird. Die folgenden Angaben ersetzen nicht die rechtsverbindliche Auskunft der Denkmalschutzbehörde.

## Bodendenkmäler in Hitzhofen
| Lage                 | Objekt | Akten-Nr.     | Bild |
| -------------------- | --- | ------------- | ---- |
| Hitzhofen (Standort) | Mittelalterliche und frühneuzeitliche Befunde im Bereich des Schlosses von Hofstetten und seiner Vorgängerbauten. | D-1-7133-0166 |      |
| Hitzhofen (Standort) | Grabhügel vorgeschichtlicher Zeitstellung.                                                                        | D-1-7133-0349 |      |
| Hitzhofen (Standort) | Viereckschanze der jüngeren Latènezeit.                                                                           | D-1-7133-0350 |      |
| Hitzhofen (Standort) | Römische Villa rustica.                                                                                           | D-1-7133-0351 |      |
| Hitzhofen (Standort) | Mittelalterliche und frühneuzeitliche Befunde im Bereich der Kath. Pfarrkirche St. Nikolaus in Hofstetten.        | D-1-7133-0357 |      |
| Hitzhofen (Standort) | Mittelalterliche und frühneuzeitliche Befunde im Bereich der Kath. Filialkirche Mariä Heimsuchung in Hitzhofen.   | D-1-7133-0358 |      |
| Hitzhofen (Standort) | Signalturm der römischen Kaiserzeit.                                                                              | D-1-7133-0359 |      |
| Hitzhofen (Standort) | Straße der römischen Kaiserzeit.                                                                                  | D-1-7133-0360 |      |
| Hitzhofen (Standort) | Grabhügel vorgeschichtlicher Zeitstellung.                                                                        | D-1-7133-0401 |      |
| Hitzhofen (Standort) | Signalturm der römischen Kaiserzeit.                                                                              | D-1-7133-0402 |      |
| Hitzhofen (Standort) | Villa rustica der römischen Kaiserzeit.                                                                           | D-1-7133-0403 |      |
| Hitzhofen (Standort) | Siedlung der römischen Kaiserzeit.                                                                                | D-1-7133-0404 |      |
| Hitzhofen (Standort) | Grabhügel vorgeschichtlicher Zeitstellung.                                                                        | D-1-7133-0405 |      |
| Hitzhofen (Standort) | Siedlung des Mittelalters und der frühen Neuzeit.                                                                 | D-1-7133-0410 |      |
| Hitzhofen (Standort) | Mittelalterliche Wüstung.                                                                                         | D-1-7134-0113 |      |
| Hitzhofen (Standort) | Siedlung vor- oder frühgeschichtlicher Zeitstellung.                                                              | D-1-7134-0283 |      |